# Adnet
Adnet je obec v Rakousku ve spolkové zemi Salcbursko v okrese Hallein.
Žije zde obyvatel 3442 (2011).
První písemná zmínka o obci pochází z roku 741.